# The Nearer the Fountain, More Pure the Stream Flows (álbum)
The Nearer the Fountain, More Pure the Stream Flows –en español: Cuanto más cerca está la fuente, más pura fluye la corriente– es el segundo álbum de estudio en solista del músico británico Damon Albarn. El álbum fue publicado el 12 de noviembre de 2021.

## Lista de canciones
| N.º | Título                                                | Duración |  |
| 1.  | «The Nearer the Fountain, More Pure the Stream Flows» | 5:00     |  |
| 2.  | «The Cormorant»                                       | 4:21     |  |
| 3.  | «Royal Morning Blue»                                  | 3:12     |  |
| 4.  | «Combustion»                                          | 2:53     |  |
| 5.  | «Daft Wader»                                          | 3:28     |  |
| 6.  | «Darkness of Light»                                   | 2:59     |  |
| 7.  | «Esja»                                                | 3:41     |  |
| 8.  | «The Tower of Montevideo»                             | 4:19     |  |
| 9.  | «Giraffe Trumpet Sea»                                 | 1:51     |  |
| 10. | «Polaris»                                             | 4:45     |  |
| 11. | «Particles»                                           | 3:21     |  |

| Bonus Track Edición Japonesa |                     |          |  |
| N.º                          | Título              | Duración |  |
| 12.                          | «The Bollocked Man» | 3:27     |  |